# Benedikt XI.
Blahoslavený Benedikt XI. (rozený Niccolò Boccasini; 1240 Treviso – 7. července 1304 Perugia) byl dominikánský mnich, 9. generál dominikánského řádu (1296–1298) a od 22. října 1303 až do své smrti papež katolické církve. Předpokládá se, že byl otráven.

## Život
Před svým zvolením za papeže byl vyslán jako legát do Uher, kde propukl boj o trůn mezi Václavem II. a Karlem Robertem. Benedikt očividně stranil Karlu Robertovi. V roce 1301 opustil Budín a uprchl do Bratislavy. Poté byl roku 1303 zvolen papežem, ale již za necelý rok zemřel, takže se nedočkal konečného vítězství rodu z Anjou v Uhrách.